# 211 (numero)
Duecentoundici (211) è il numero naturale dopo il 210 e prima del 212.

## Proprietà matematiche
- È un numero dispari.
- È un numero difettivo.
- È un numero primo.
  - È un primo primoriale.
  - È un numero primo di Chen.
  - È un primo di Gauss.
  - Moltiplicando le sue cifre, è ancora un numero primo (2).
- È la somma di tre primi consecutivi (67+71+73).
- È un numero decagonale centrato.
- È un numero poligonale centrale.
- È un numero colombiano nel sistema numerico decimale.
- È un numero odioso.
- È un numero a cifra ripetuta in base 14: 111
- È la differenza di due quadrati: {\displaystyle 211=106^{2}-105^{2}}
- È formato da tre numeri di Fibonacci consecutivi in ordine inverso: 2, 1 e 1.
- È parte della terna pitagorica (211, 22260, 22261).
- È un numero palindromo nel sistema di numerazione posizionale a base 8 (323).
- È un numero fortunato.

## Astronomia
- 211P/Hill è una cometa periodica del sistema solare.
- 211 Isolda è un asteroide.

## Astronautica
- Cosmos 211 è un satellite artificiale russo.

## Altri ambiti
- L'additivo alimentare E211 è il conservante benzoato di sodio.
- 211 Isolda è un asteroide della fascia principale.
- +211 è il prefisso telefonico internazionale del Sudan del Sud.